# Марин Василев
Марин Василев Сельовлев, по известен с презимето си Марин Василев е български скулптор и преподавател по скулптура, един от основоположниците на скулптурното изкуство в Следосвобожденска България, наред с Жеко Спиридонов и Борис Шатц. Той е един от първите българи след Освобождението, получили академично художествено образование по скулптура.

## Биография
Роден е през 1867 г. в Шумен, където през 1886 г. завършва Педагогическото училище. През 1890 г. завършва и училището за каменоделство и скулптура в Хоржице, Чехия. За една година Василев се завръща в България, където учителства в Държавното занаятчийско училище в Княжево, и после отново се връща на запад. От 1891 до 1894 г. следва специалност декоративно-монументална скулптура в Художествената академия в Мюнхен, където негов преподавател е проф. Сириус Еберле, а между 1894 и 1896 г. учи фигурална композиция в класа на проф. Йосиф Мисълбек в пражкото Художествено промишлено училище.
При завръщането си в България през 1899 г. Марин Василев започва да преподава моделиране, скулптура и каменоделие в Художественото индустриално училище в София, където от 1911 година е професор. Сред неговите възпитаници са известни български скулптори като Мара Георгиева, Васка Емануилова, Янко Павлов и Петър Рамаданов, както и художника Никола Петров.

## Творчество
Василев твори в областта на фигуралната композиция и скулптурния портрет. Стилово е повлиян от западния академизъм и по-специално от немския сецесион. Автор е на множество паметници на български национални герои и общественици, сред които по-известни творби са:
- арх. Антонин Колар – 1900 г., от гипс,
- Васил Левски – 1902 г., в Карлово, от бронз и гранит,
- Христо Г. Данов – 1909-11 г., притежание на НХГ, от мрамор
- Георги Измирлиев – 1909 г., в Горна Оряховица, от бронз,
- Иван Шишманов – 1920 г., от мрамор,
- Стоян Заимов – 1929 г., андезит, в НХГ,
- Джеймс Баучър – 1923 г., от мрамор, в НХГ.[2]
- паметник на загиналите за свободата на България свищовци[1]

Дело на Василев е и украсата на редица обществени сгради в София, сред които Военния клуб (в съавторство с арх. Антонин Колар, 1897), Министерството на външната търговия (1912), Спестовната каса (1912), Софийска банка (днес Централно управление на Банка ДСК, 1914). 
За творбите си е носител на множество награди.
- Творби на Марин Василев
- Паметникът на Васил Левски в Карлово
- Хермес, орнамент на сградата на Софийска банка
- Част от украсата на сградата на Софийска банка
- Орел, орнамент над входа на сградата на Софийска банка